# 卢红
卢红（1968年2月—），女，汉族，四川井研人，工商管理硕士，中华人民共和国政治人物，中国共产党党员。曾任中共重庆市荣昌区委书记、中共重庆市委统战部部长，现任中共重庆市委常委、万州区委书记。中共第二十届中央候补委员。